# 200-Meter-Lauf

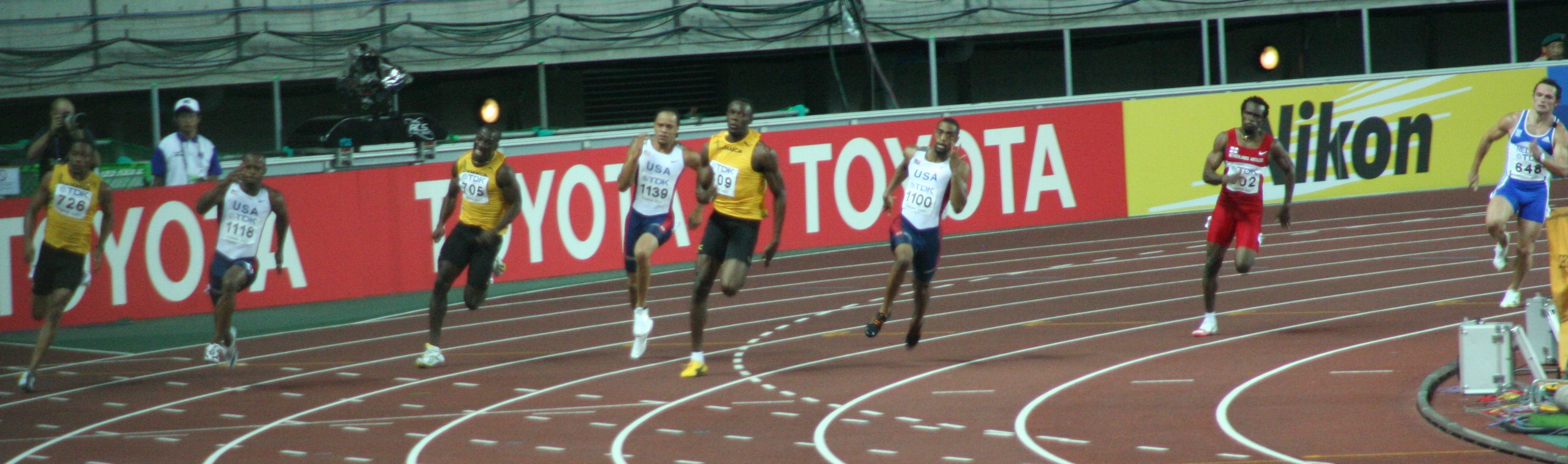
200-Meter-Lauf (Weltmeisterschaftsendlauf 2007, Tyson Gay (3. v. r.) gewinnt in 19,76 s vor Usain Bolt (4. v. r.) und Wallace Spearmon (5. v. r.))

Der 200-Meter-Lauf ist eine olympische Sprintdisziplin der Leichtathletik. Dabei wird eine halbe Stadionrunde gelaufen, bei der der Start vor der Kurve liegt. Der Start erfolgt in der Regel im Tiefstart mit Startblöcken. Jeder Sportler läuft dabei in seiner eigenen Bahn. Läufe auf gerader Strecke werden nicht in den Rekordlisten berücksichtigt.
Die schnellsten Männer erreichen eine Zeit von knapp 20 Sekunden (ca. 10 m/s = 36 km/h), die schnellsten Frauen eine Zeit von knapp 22 Sekunden.
Der im Jahr 2009 bei den Weltmeisterschaften in Berlin von Usain Bolt aufgestellte Männerweltrekord von 19,19 s entspricht einer Durchschnittsgeschwindigkeit von 10,42 m/s oder 37,52 km/h.
Der im Jahre 1988 in Seoul von Florence Griffith-Joyner aufgestellte Frauenweltrekord von 21,34 s entspricht einer Durchschnittsgeschwindigkeit von 9,37 m/s oder 33,73 km/h.
Rekorde mit Rückenwindunterstützung werden nur anerkannt, wenn die Windgeschwindigkeit höchstens 2,0 Meter pro Sekunde betrug. Dazu wird die Windgeschwindigkeit zehn Sekunden lang gemessen, sobald der erste Läufer die Zielgerade erreicht (World-Athletics-Regel 163.8).
Der 200-Meter-Lauf ist auch die vierte Teildisziplin der Mehrkämpfer beim Siebenkampf der Frauen.
Außer für die 200-Meter-Einzelstrecke registriert der Weltleichtathletikverband World Athletics auch Weltrekorde für den 4-mal-200-Meter-Staffellauf.

## Geschichte
Die 200-Meter-Strecke hat als Kurzstreckenwettbewerb die längste Geschichte, da bei den Olympischen Spielen der Antike der Lauf über ein Stadion mit 192,28 Metern ähnlich lang war.
In der Neuzeit wurde die Strecke zunächst im 19. Jahrhundert als Achtelmeile (Furlong), 201,12 Meter, im englischsprachigen Raum gelaufen.
Bei Olympischen Spielen laufen die Männer die 200 Meter seit 1900 in Paris, die Frauen seit 1948 in London.

### 200-Meter-Lauf auf gerader Bahn
Rekordläufe wurden bis 1959 auch auf anderen Bahnen als den für die offiziellen Meisterschaften standardisierten 400-Meter-Bahnen anerkannt. Deshalb wurde eine Reihe von Rekorden auf 600-Meter-Bahnen aufgestellt, die eine gerade 200-Meter-Strecke ohne Kurve aufwiesen, was einen Zeitgewinn von ca. drei bis vier Zehntelsekunden gegenüber der Kurvenstrecke brachte. Ab 1960 wurden, rückwirkend bis 1951, getrennte Rekordlisten geführt.
Die aktuelle Weltbestzeit über 200 Meter auf einer 400-Meter-Bahn mit Kurven hält Usain Bolt mit 19,19 s. Vorherige Weltrekorde waren 19,32 s von dem Amerikaner Michael Johnson, gelaufen 1996 und davor 19,72 s von dem Italiener Pietro Mennea, gelaufen 1979. Vorher hatte Tommie Smith den Rekord seit 1968 mit 19,83 s gehalten.

### 200-Meter-Lauf in der Halle
In der Halle wird die 200-Meter-Strecke ebenfalls gelaufen, sie entspricht dort einer Stadionrunde. Da die Läufer auf den engen Innenbahnen stark benachteiligt sind, wird diese Strecke seit 2006 nicht mehr bei Hallenweltmeisterschaften ausgetragen.

### Altersklassen
Wenig beachtet werden die Wettkämpfe in Altersklassen. In der Altersklasse der über 95-Jährigen steht der Hallenweltrekord der Männer bei 55,48 s.

## Meilensteine

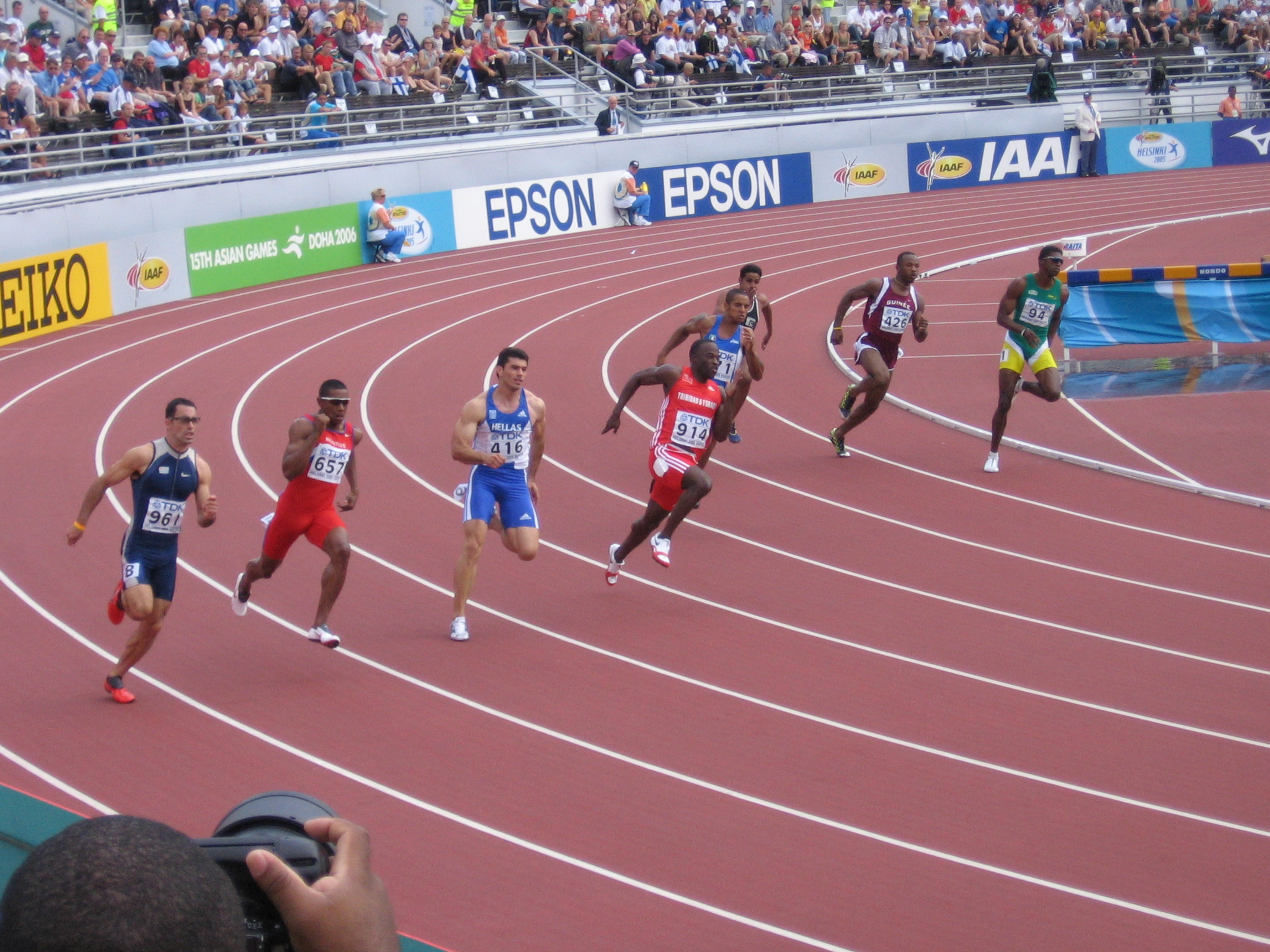
200-Meter-Vorlauf bei den Weltmeisterschaften 2005 in Helsinki

- erster offiziell vom IAAF geführter Weltrekord: 21,6 s,  Archie Hahn, 1904 (später gelöscht)
- erster Lauf unter 22 Sekunden: 21,8 s,  Luther Cary, 1891
- erster Lauf unter 21 Sekunden: 20,7 s,  Jesse Owens, 1936
- erster Lauf unter 20 Sekunden: 19,83 s,  Tommie Smith, 1968
- erste Läuferin unter 24 Sekunden: 23,6 s,  Stanisława Walasiewicz, 1935
- erste Läuferin unter 23 Sekunden: 22,9 s,  Wilma Rudolph, 1960
- erste Läuferin unter 22 Sekunden: 21,71 s,  Marita Koch, 1979

## Erfolgreichste Sportler
- drei Olympiasiege
  -  Usain Bolt: 2008, 2012 und 2016
- zwei Olympiasiege
  -  Bärbel Wöckel: 1976 und 1980
  -  Veronica Campbell: 2004 und 2008
- einmal Olympiagold und zweimal -silber
  -  Allyson Felix: 2012 Gold, 2004, 2008 Silber
- je einmal Olympiagold und -silber
  -  Andy Stanfield: 1952 Gold, 1956 Silber
  -  Carl Lewis: 1984 Gold, 1988 Silber
- vier Weltmeistertitel
  -  Usain Bolt: 2009, 2011, 2013 und 2015
- drei Weltmeistertitel
  -  Allyson Felix: 2005, 2007 und 2009
- zwei Weltmeistertitel
  -  Calvin Smith: 1983 und 1987
  -  Michael Johnson: 1991 und 1995
  -  Merlene Ottey: 1993 und 1995
- erfolgreichste Deutsche
  -  Bärbel Wöckel: Olympiasiegerin 1976 und 1980
  -  Renate Stecher: Olympiasiegerin 1972, Olympiadritte 1976
  -  Marita Koch: Weltmeisterin 1983
  -  Silke Gladisch: Weltmeisterin 1987
  -  Katrin Krabbe: Weltmeisterin 1991
  -  Helmut Körnig: Olympiadritter 1928, einziger deutscher 200-Meter-Läufer mit einer Olympiamedaille

## Statistik

### Medaillengewinner der Olympischen Spiele

#### Männer
| Jahr | Goldmedaille          | Silbermedaille    | Bronzemedaille      |
| ---- | --------------------- | ----------------- | ------------------- |
| 1900 | Walter Tewksbury      | Norman Pritchard  | Stan Rowley         |
| 1904 | Archie Hahn           | Nate Cartmell     | William Hogenson    |
| 1908 | Bobby Kerr            | Robert Cloughen   | Nate Cartmell       |
| 1912 | Ralph Craig           | Donald Lippincott | Willie Applegarth   |
| 1920 | Allen Woodring        | Charles Paddock   | Harry Edward        |
| 1924 | Jackson Scholz        | Charles Paddock   | Eric Liddell        |
| 1928 | Percy Williams        | Walter Rangeley   | Helmut Körnig       |
| 1932 | Eddie Tolan           | George Simpson    | Ralph Metcalfe      |
| 1936 | Jesse Owens           | Mack Robinson     | Martinus Osendarp   |
| 1948 | Mel Patton            | Barney Ewell      | Lloyd LaBeach       |
| 1952 | Andy Stanfield        | Thane Baker       | James Gathers       |
| 1956 | Bobby Morrow          | Andy Stanfield    | Thane Baker         |
| 1960 | Livio Berruti         | Lester Carney     | Abdoulaye Seye      |
| 1964 | Henry Carr            | Paul Drayton      | Edwin Roberts       |
| 1968 | Tommie Smith          | Peter Norman      | John Carlos         |
| 1972 | Walerij Borsow        | Larry Black       | Pietro Mennea       |
| 1976 | Donald Quarrie        | Millard Hampton   | Dwayne Evans        |
| 1980 | Pietro Mennea         | Allan Wells       | Donald Quarrie      |
| 1984 | Carl Lewis            | Kirk Baptiste     | Thomas Jefferson    |
| 1988 | Joe DeLoach           | Carl Lewis        | Robson da Silva     |
| 1992 | Michael Marsh         | Frank Fredericks  | Michael Bates       |
| 1996 | Michael Johnson       | Frank Fredericks  | Ato Boldon          |
| 2000 | Konstantinos Kenteris | Darren Campbell   | Ato Boldon          |
| 2004 | Shawn Crawford        | Bernard Williams  | Justin Gatlin       |
| 2008 | Usain Bolt            | Shawn Crawford    | Walter Dix          |
| 2012 | Usain Bolt            | Yohan Blake       | Warren Weir         |
| 2016 | Usain Bolt            | Andre De Grasse   | Christophe Lemaitre |
| 2020 | Andre De Grasse       | Kenneth Bednarek  | Noah Lyles          |
| 2024 | Letsile Tebogo        | Kenneth Bednarek  | Noah Lyles          |

#### Frauen
| Jahr | Goldmedaille             | Silbermedaille           | Bronzemedaille       |
| ---- | ------------------------ | ------------------------ | -------------------- |
| 1948 | Fanny Blankers-Koen      | Audrey Williamson        | Audrey Patterson     |
| 1952 | Marjorie Jackson         | Bertha Brouwer           | Nadeschda Chnykina   |
| 1956 | Betty Cuthbert           | Christa Stubnick         | Marlene Mathews      |
| 1960 | Wilma Rudolph            | Jutta Heine              | Dorothy Hyman        |
| 1964 | Edith McGuire            | Irena Kirszenstein       | Marilyn Black        |
| 1968 | Irena Szewińska          | Raelene Boyle            | Jenny Lamy           |
| 1972 | Renate Stecher           | Raelene Boyle            | Irena Szewińska      |
| 1976 | Bärbel Eckert            | Annegret Richter         | Renate Stecher       |
| 1980 | Bärbel Wöckel            | Natalja Botschina        | Merlene Ottey        |
| 1984 | Valerie Brisco-Hooks     | Florence Griffith-Joyner | Merlene Ottey        |
| 1988 | Florence Griffith-Joyner | Grace Jackson            | Heike Drechsler      |
| 1992 | Gwen Torrence            | Juliet Cuthbert          | Merlene Ottey        |
| 1996 | Marie-José Pérec         | Merlene Ottey            | Mary Onyali-Omagbemi |
| 2000 | Pauline Davis            | Susanthika Jayasinghe    | Beverly McDonald     |
| 2004 | Veronica Campbell-Brown  | Allyson Felix            | Debbie Ferguson      |
| 2008 | Veronica Campbell-Brown  | Allyson Felix            | Kerron Stewart       |
| 2012 | Allyson Felix            | Shelly-Ann Fraser-Pryce  | Carmelita Jeter      |
| 2016 | Elaine Thompson          | Dafne Schippers          | Tori Bowie           |
| 2020 | Elaine Thompson-Herah    | Christine Mboma          | Gabrielle Thomas     |
| 2024 | Gabrielle Thomas         | Julien Alfred            | Brittany Brown       |

### Medaillengewinner der Weltmeisterschaften

#### Männer
| Jahr | Goldmedaille          | Silbermedaille       | Bronzemedaille      |
| ---- | --------------------- | -------------------- | ------------------- |
| 1983 | Calvin Smith          | Elliott Quow         | Pietro Mennea       |
| 1987 | Calvin Smith          | Gilles Quenéhervé    | John Regis          |
| 1991 | Michael Johnson       | Frank Fredericks     | Atlee Mahorn        |
| 1993 | Frank Fredericks      | John Regis           | Carl Lewis          |
| 1995 | Michael Johnson       | Frank Fredericks     | Jeff Williams       |
| 1997 | Ato Boldon            | Frank Fredericks     | Claudinei da Silva  |
| 1999 | Maurice Greene        | Claudinei da Silva   | Francis Obikwelu    |
| 2001 | Konstantinos Kenteris | Christopher Williams | Shawn Crawford      |
| 2003 | John Capel            | Darvis Patton        | Shingo Suetsugu     |
| 2005 | Justin Gatlin         | Wallace Spearmon     | John Capel          |
| 2007 | Tyson Gay             | Usain Bolt           | Wallace Spearmon    |
| 2009 | Usain Bolt            | Alonso Edward        | Wallace Spearmon    |
| 2011 | Usain Bolt            | Walter Dix           | Christophe Lemaitre |
| 2013 | Usain Bolt            | Warren Weir          | Curtis Mitchell     |
| 2015 | Usain Bolt            | Justin Gatlin        | Anaso Jobodwana     |
| 2017 | Ramil Guliyev         | Wayde van Niekerk    | Jereem Richards     |
| 2019 | Noah Lyles            | Andre De Grasse      | Álex Quiñónez       |
| 2022 | Noah Lyles            | Kenneth Bednarek     | Erriyon Knighton    |
| 2023 | Noah Lyles            | Erriyon Knighton     | Letsile Tebogo      |

#### Frauen
| Jahr | Goldmedaille                | Silbermedaille           | Bronzemedaille                |
| ---- | --------------------------- | ------------------------ | ----------------------------- |
| 1983 | Marita Koch                 | Merlene Ottey            | Kathy Smallwood-Cook          |
| 1987 | Silke Möller                | Florence Griffith-Joyner | Merlene Ottey                 |
| 1991 | Katrin Krabbe               | Gwen Torrence            | Merlene Ottey                 |
| 1993 | Merlene Ottey               | Gwen Torrence            | Irina Priwalowa               |
| 1995 | Merlene Ottey               | Irina Priwalowa          | Galina Maltschugina           |
| 1997 | Schanna Pintussewytsch      | Susanthika Jayasinghe    | Merlene Ottey                 |
| 1999 | Inger Miller                | Beverly McDonald         | Merlene Frazer Andrea Philipp |
| 2001 | Debbie Ferguson             | LaTasha Jenkins          | Cydonie Mothersille           |
| 2003 | Anastassija Kapatschinskaja | Torri Edwards            | Muriel Hurtis                 |
| 2005 | Allyson Felix               | Rachelle Boone-Smith     | Christine Arron               |
| 2007 | Allyson Felix               | Veronica Campbell        | Susanthika Jayasinghe         |
| 2009 | Allyson Felix               | Veronica Campbell-Brown  | Debbie Ferguson-McKenzie      |
| 2011 | Veronica Campbell-Brown     | Carmelita Jeter          | Allyson Felix                 |
| 2013 | Shelly-Ann Fraser-Pryce     | Murielle Ahouré          | Blessing Okagbare             |
| 2015 | Dafne Schippers             | Elaine Thompson          | Veronica Campbell-Brown       |
| 2017 | Dafne Schippers             | Marie-Josée Ta Lou       | Shaunae Miller-Uibo           |
| 2019 | Dina Asher-Smith            | Brittany Brown           | Mujinga Kambundji             |
| 2022 | Shericka Jackson            | Shelly-Ann Fraser-Pryce  | Dina Asher-Smith              |
| 2023 | Shericka Jackson            | Gabrielle Thomas         | Sha'Carri Richardson          |

### Weltrekordentwicklung

#### Männer

Zeitleiste der Rekorde

y: Zeit wurde in einem 220-Yards-Lauf (220 yds = 201,168 m) erzielt.
| Zeit (s)     | Name              | Datum              | Ort           |
| ------------ | ----------------- | ------------------ | ------------- |
| 21,2 y       | Willie Applegarth | 4. Juli 1914       | London        |
| 21,0         | Helmut Körnig     | 26. August 1928    | Bochum        |
| 21,0         | Ralph Metcalfe    | 6. August 1933     | Berlin        |
| 21,0         | Jesse Owens       | 12. Juli 1936      | New York City |
| 20,7         | Jesse Owens       | 5. August 1936     | Berlin        |
| 21,1 y       | Barney Ewell      | 22. Juni 1940      | Minneapolis   |
| 20,9 y       | Barney Ewell      | 9. Mai 1942        | Pittsburgh    |
| 20,7         | Mel Patton        | 10. Juli 1948      | Evanston      |
| 20,9 y       | Lloyd LaBeach     | 5. September 1946  | Kingston      |
| 20,7         | Barney Ewell      | 10. Juli 1948      | Evanston      |
| 20,6 y       | Andy Stanfield    | 26. Mai 1951       | Philadelphia  |
| 20,6         | Andy Stanfield    | 28. Juni 1952      | Los Angeles   |
| 20,6         | Bobby Morrow      | 16. Juni 1956      | Berkeley      |
| 20,6         | Thane Baker       | 23. Juni 1956      | Bakersfield   |
| 20,6         | Andy Stanfield    | 23. Juni 1956      | Bakersfield   |
| 20,6         | Bobby Morrow      | 30. Juni 1956      | Los Angeles   |
| 20,6         | Thane Baker       | 27. Oktober 1956   | Santa Ana     |
| 20,6         | Bobby Morrow      | 27. November 1956  | Melbourne     |
| 20,6         | Manfred Germar    | 1. Oktober 1958    | Wuppertal     |
| 20,6         | Ray Norton        | 2. Mai 1959        | San José      |
| 20,6         | Ray Norton        | 4. August 1959     | Göteborg      |
| 20,6         | Ray Norton        | 19. März 1960      | Berkeley      |
| 20,6         | Ray Norton        | 30. April 1960     | Philadelphia  |
| 20,5 y       | Peter Radford     | 28. Mai 1960       | Wolverhampton |
| 20,5         | Stone Johnson     | 2. Juli 1960       | Stanford      |
| 20,5         | Ray Norton        | 2. Juli 1960       | Stanford      |
| 20,5 y       | Paul Drayton      | 23. Juni 1962      | Walnut        |
| 20,5         | Bob Hayes         | 10. Februar 1963   | Pointe-Pierre |
| 20,5 y       | Bob Hayes         | 2. März 1963       | Coral Gables  |
| 20,4 y       | Henry Carr        | 19. März 1963      | Tempe         |
| 20,3 y       | Henry Carr        | 23. März 1963      | Tempe         |
| 20,2 y       | Henry Carr        | 4. April 1964      | Tempe         |
| 20,0 y       | Tommie Smith      | 11. Juni 1968      | Sacramento    |
| 19,92        | John Carlos       | 12. September 1968 | Echo Summit   |
| 19,83        | Tommie Smith      | 16. Oktober 1968   | Mexiko-Stadt  |
| 19,8 (19,86) | Donald Quarrie    | 3. August 1971     | Cali          |
| 19,72        | Pietro Mennea     | 12. September 1979 | Mexiko-Stadt  |
| 19,66        | Michael Johnson   | 23. Juni 1996      | Atlanta       |
| 19,32        | Michael Johnson   | 1. August 1996     | Atlanta       |
| 19,30        | Usain Bolt        | 20. August 2008    | Peking        |
| 19,19        | Usain Bolt        | 20. August 2009    | Berlin        |

#### Frauen
Die früheste erfasste Bestzeit stammt von Maria Viinikainen, Finnland: Sie brauchte auf dem vereisten See Peuranka bei Laukaa für eine 201,8 Meter lange Strecke 48,0 s.
Von 1885 bis 1903 wurde in den USA die Zeit für die 220-Yards-Strecke (201,168 m) von 36 1/4 s auf 30 3/5 s verbessert.
Die erste 200-Meter-Zeit wurde am 7. Juni 1908 in Finnland erfasst (Eufrosyne Simola, FIN, 30,3 s).
Die letzten Bestzeiten vor der offiziellen Anerkennung von Weltrekorden durch die Frauensportorganisation FSFI erzielten die deutsche Läuferin Grossmann (Vorname unbekannt; 28,7 s am 22. Mai 1921 in Berlin) und die Tschechin Marie Mejzlíková (28 3/5 s am 21. Mai 1922 in Paris auf einer 500-Meter-Bahn).
Der erste offizielle 200-Meter-Weltrekord mit der Zeit von 23,6 s wurde 1935 von Stanisława Walasiewicz in einem gemischten Rennen mit Männern aufgestellt, überdies war Stanisława Walasiewicz möglicherweise intersexuell (siehe Artikel zur Person). Nach den Frauen-Weltspielen 1934 waren 200-Meter-Läufe erst wieder 1948 bei den Olympischen Spielen 1948 in London im Programm eines internationalen Höhepunktes, und erst bei den Olympischen Spielen 1952 in Helsinki gelang es Fanny Blankers-Koen, den gültigen Weltrekord von 23,6 s wieder zu erreichen.
Stanisława Walasiewicz gelang es am 12. sowie am 18. Juni 1938 in Cleveland (USA), ihre Zeit auf der 220-Yards-Strecke bis auf 23,9 s zu verbessern, die Ergebnisse wurden aber nicht als Weltrekorde ratifiziert.
Bemerkungen zur Tabelle:
- y: Zeit wurde als 220-Yards-Weltrekord anerkannt und wird hier angegeben, sofern sie besser ist als der früher erzielte 200-Meter-Weltrekord
- st: Zeit wurde auf einer Geraden erzielt (st für engl. straight)
- * : Weltrekord wurde von der FSFI anerkannt, bevor die IAAF Frauenweltrekorde registrierte
- Klammerangaben: Automatische Zeitnahme, anerkannt wurden jedoch die handgestoppten Zeiten

| Zeit (s)                      | Name                     | Datum                | Ort                  |
| Handgestoppte Zeiten          | Handgestoppte Zeiten     | Handgestoppte Zeiten | Handgestoppte Zeiten |
| ----------------------------- | ------------------------ | -------------------- | -------------------- |
| 27 4/5 *                      | Alice Cast               | 20. August 1922      | Paris                |
| 26 4/5 y *                    | Mary Lines               | 23. September 1922   | Waddon               |
| 26 1/5 y *                    | Eileen Edwards           | 20. August 1924      | London               |
| 26,0 *                        | Eileen Edwards           | 3. Oktober 1926      | Paris                |
| 25 2/5 y *                    | Eileen Edwards           | 12. Juni 1927        | Berlin               |
| 24,7 st *                     | Kinue Hitomi             | 19. Mai 1929         | Miyoshima            |
| 24,1 st *                     | Stanisława Walasiewicz   | 18. August 1932      | Chicago              |
| 24,6 *                        | Tollien Schuurman        | 13. August 1933      | Brüssel              |
| 24,3 y *                      | Stanisława Walasiewicz   | 9. Juni 1935         | Cleveland            |
| 23,6 y                        | Stanisława Walasiewicz   | 4. August 1935       | Warschau             |
| 23,6 (23,74)                  | Marjorie Jackson         | 25. Juli 1952        | Helsinki             |
| 23,4 (23,59)                  | Marjorie Jackson         | 25. Juli 1952        | Helsinki             |
| 23,2                          | Betty Cuthbert           | 16. September 1956   | Sydney               |
| 23,2                          | Betty Cuthbert           | 7. März 1960         | Hobart               |
| 22,9                          | Wilma Rudolph            | 7. Juli 1960         | Corpus Christi       |
| 22,7                          | Irena Kirszenstein       | 8. August 1965       | Warschau             |
| 22,5 (22,58)                  | Irena Szewińska          | 18. Oktober 1968     | Mexiko-Stadt         |
| 22,4                          | Chi Cheng                | 12. Juli 1970        | München              |
| 22,4 (22,40)                  | Renate Stecher           | 7. September 1972    | München              |
| 22,1 (22,38)                  | Renate Stecher           | 21. Juli 1973        | Dresden              |
| Elektronisch gestoppte Zeiten |                          |                      |                      |
| 22,21                         | Irena Szewińska          | 13. Juni 1974        | Potsdam              |
| 22,06                         | Marita Koch              | 28. Mai 1978         | Erfurt               |
| 22,02                         | Marita Koch              | 3. Juni 1979         | Leipzig              |
| 21,71                         | Marita Koch              | 10. Juni 1979        | Karl-Marx-Stadt      |
| 21,71                         | Marita Koch              | 21. Juli 1984        | Potsdam              |
| 21,71                         | Heike Drechsler          | 29. Juni 1986        | Jena                 |
| 21,71                         | Heike Drechsler          | 29. August 1986      | Stuttgart            |
| 21,56                         | Florence Griffith-Joyner | 29. September 1988   | Seoul                |
| 21,34                         | Florence Griffith-Joyner | 29. September 1988   | Seoul                |

### Weltbestenliste

#### Männer
Alle Läufer mit einer Zeit von 19,84 s oder schneller. In Klammern: Rückenwind in m/s. A = Zeit unter Höhenbedingungen erzielt. Letzte Veränderung: 12. August 2025
1. 19,19 s (−0,3)  Usain Bolt, Berlin, 20. August 2009
2. 19,26 s (0,7)  Yohan Blake, Brüssel, 16. September 2011
3. 19,31 s (0,4)  Noah Lyles, Eugene, 21. Juli 2022
4. 19,32 s (0,4)  Michael Johnson, Atlanta, 1. August 1996
5. 19,46 s (0,4)  Letsile Tebogo, Paris, 8. August 2024
6. 19,49 s (1,4)  Erriyon Knighton, Baton Rouge, 30. April 2022
7. 19,53 s (0,7)  Walter Dix, Brüssel, 16. September 2011
8. 19,57 s (0,4)  Justin Gatlin, Eugene, 28. Juni 2015
9. 19,57 s (0,4)  Kenneth Bednarek, Zürich, 5. September 2024
10. 19,58 s (1,3)  Tyson Gay, New York City, 30. Mai 2009
11. 19,62 s (−0,5)  Andre De Grasse, Tokio, 4. August 2021
12. 19,63 s (0,4)  Xavier Carter, Lausanne, 11. Juli 2006
13. 19,63 s (1,2)  Reynier Mena, La Chaux-de-Fonds, 3. Juli 2022
14. 19,65 s (0,0)  Wallace Spearmon, Daegu, 28. September 2006
15. 19,68 s (0,4)  Frank Fredericks, Atlanta, 1. August 1996
16. 19,69 s A (−0,5)  Clarence Munyai, Pretoria, 16. März 2018
17. 19,69 s (−0,4)  Bryan Levell, Budapest, 12. August 2025
18. 19,70 s (0,7)  Michael Norman, Rom, 6. Juni 2019
19. 19,71 s A (−0,1),  Courtney Lindsey, Nairobi, 20. April 2024
20. 19,72 s A (1,8)  Pietro Mennea, Mexiko-Stadt, 12. September 1979 (Europarekord)
21. 19,73 s (1,6)  Zharnel Hughes London, 23. Juli 2023
22. 19,73 s (−0,2)  Michael Marsh, Barcelona, 5. August 1992
23. 19,73 s (0,7)  Divine Oduduru, Austin, 7. Juni 2019
24. 19,73 s (1,7)  T'Mars McCallum, Memphis, 12. Juli 2025
25. 19,74 s (0,9)  LaShawn Merritt, Eugene, 8. Juli 2016
26. 19,75 s (1,5)  Carl Lewis, Indianapolis, 19. Juni 1983
27. 19,75 s (1,7)  Joe DeLoach, Seoul, 28. September 1988
28. 19,75 s (1,0)  Tarsis Orogot, Gainesville, 11. Mai 2024
29. 19,76 s (2,0)  Fred Kerley, Nairobi, 18. September 2021
30. 19,75 s (0,3)  Steven Gardiner, Coral Gables, 7. April 2018
31. 19,76 s (0,7)  Ramil Guliyev, Berlin, 9. August 2018
32. 19,76 s (0,6)  Udodi Onwuzurike, Austin, 7. Juni 2023
33. 19,77 s (0,7)  Ato Boldon, Stuttgart, 13. Juli 1997
34. 19,77 s (0,0)  Isaac Makwala, Madrid, 14. Juli 2017
35. 19,79 s (1,2)  Shawn Crawford, Athen, 26. August 2004
36. 19,79 s (0,9)  Warren Weir, Kingston, 23. Juni 2013
37. 19,79 s (1,3)  James Dadzie, Lubbock, 29. April 2023
38. 19,80 s (0,8)  Christophe Lemaitre, Daegu, 3. September 2011
39. 19,80 s (2,0)  Rasheed Dwyer, Toronto, 23. Juli 2015
40. 19,80 s (1,1)  Jereem Richards, Birmingham, 6. August 2022
41. 19,80 s (0,2)  Robert Gregory, Eugene, 3. August 2025
42. 19,81 s (−0,3)  Alonso Edward, Berlin, 20. August 2009
43. 19,81 s (0,4)  Churandy Martina, Lausanne, 25. August 2016
44. 19,81 s (0,1)  Akeem Bloomfield, London, 22. Juli 2018
45. 19,81 s (0,8)  Terrance Laird, Austin, 27. März 2021
46. 19,82 s (0,6)  Luxolo Adams, Paris, 18. Juni 2022
47. 19,83 s A (0,9)  Tommie Smith, Mexiko-Stadt, 16. Oktober 1968
48. 19,83 s (0,6)  Joseph Fahnbulleh, Eugene, 10. Juni 2022
49. 19,84 s (1,7)  Francis Obikwelu, Sevilla, 25. August 1999
50. 19,84 s (1,2)  Wayde van Niekerk, Kingston, 10. Juni 2017
51. 19,84 s (0,3)  Tapiwanashe Makarawu, Eugene, 13. Juni 2025

- Schweizer Rekord: Alex Wilson – 19,98 s am 30. Juni 2019 in La Chaux-de-Fonds
- deutscher Rekord: Joshua Hartmann – 20,02 s am 9. Juli 2023 in Kassel
- österreichischer Rekord: Christoph Pöstinger – 20,45 s am 8. Juni 1996 in Ebensee

#### Frauen
Alle Läuferinnen mit einer Zeit von 22,01 s oder schneller. In Klammern: Rückenwind in m/s. A = Zeit wurde unter Höhenbedingungen erzielt.
Letzte Veränderung: 16. Juni 2025
1. 21,34 s (1,3)  Florence Griffith-Joyner, Seoul, 29. September 1988
2. 21,41 s (0,1)  Shericka Jackson, Budapest, 25. August 2023
3. 21,53 s (0,8)  Elaine Thompson-Herah, Tokio, 3. August 2021
4. 21,60 s (−0,4)  Gabrielle Thomas, Eugene, 9. Juli 2023
5. 21,62 s A (−0,6)  Marion Jones, Johannesburg, 11. September 1998
6. 21,63 s (0,2)  Dafne Schippers, Peking, 28. August 2015 (Europarekord)
7. 21,64 s (0,8)  Merlene Ottey, Brüssel, 13. September 1991
8. 21,69 s (1,0)  Allyson Felix, Eugene, 30. Juni 2012
9. 21,71 s (0,7)  Marita Koch, Karl-Marx-Stadt, 10. Juni 1979 (deutscher Rekord)
10. 21,71 s (1,2)  Heike Drechsler, Jena, 29. Juni 1986 (deutscher Rekord)
11. 21,71 s (−0,6)  Julien Alfred, London, 19. Juli 2025
12. 21,72 s (1,3)  Grace Jackson, Seoul, 29. September 1988
13. 21,72 s (−0,1)  Gwen Torrence, Barcelona, 5. August 1992
14. 21,74 s (0,4)  Marlies Göhr, Erfurt, 3. Juni 1984
15. 21,74 s (1,2)  Silke Gladisch-Möller, Rom, 3. September 1987
16. 21,74 s (0,6)  Veronica Campbell-Brown, Peking, 21. August 2008
17. 21,74 s (−0,4)  Shaunae Miller-Uibo, Zürich, 29. August 2019
18. 21,75 s (−0,1)  Juliet Cuthbert, Barcelona, 5. August 1992
19. 21,77 s (0,6)  Inger Miller, Sevilla, 27. August 1999
20. 21,77 s (1,5)  Tori Bowie, Eugene, 27. Mai 2017
21. 21,77 s (−0,3)  Abby Steiner, Eugene, 26. Juni 2022
22. 21,78 s (0,6)  Christine Mboma, Zürich, 9. September 2021 (U20-Weltrekord)
23. 21,79 s (0,8)  Shelly-Ann Fraser-Pryce, Kingston, 27. Juni 2021
24. 21,81 s (−0,1)  Valerie Brisco-Hooks, Los Angeles, 9. August 1984
25. 21,83 s (−0,2)  Evelyn Ashford, Montréal, 24. August 1979
26. 21,83 s (1,0)  McKenzie Long, Eugene, 8. Juni 2024
27. 21,84 s (0,5)  Melissa Jefferson-Wooden, Eugene, 3. August 2025
28. 21,85 s (0,3)  Bärbel Wöckel, Potsdam, 21. Juli 1984
29. 21,87 s (0,0)  Irina Priwalowa, Monaco, 25. Juli 1995
30. 21,88 s (0,9)  Dina Asher-Smith, Doha, 2. Oktober 2019
31. 21,89 s (1,3)  Jenna Prandini, Eugene, 26. Juni 2021
32. 21,90 s (0,6)  Brittany Brown, Eugene, 29. Juni 2024
33. 21,92 s (−0,3)  Tamara Clark, Eugene, 26. Juni 2022
34. 21,92 s (0,1)  Sha’Carri Richardson, Budapest, 25. August 2023
35. 21,93 s (1,3)  Pam Marshall, Indianapolis, 23. Juli 1988
36. 21,95 s (0,3)  Katrin Krabbe, Split, 30. August 1990
37. 21,95 s (1,3)  Anavia Battle, Eugene, 26. Juni 2021
38. 21,96 s (1,3)  Favour Ofili, Gainesville, 15. April 2022
39. 21,97 s (1,9)  Jarmila Kratochvílová, Bratislava, 6. Juni 1981
40. 21,98 s (1,1)  Aminatou Seyni, Eugene, 24. Oktober 2022
41. 21,98 s (0,9)  JaMeesia Ford, Eugene, 12. Juni 2025
42. 21,99 s (0,9)  Chandra Cheeseborough, Indianapolis, 19. Juni 1983
43. 21,99 s (1,1)  Marie-José Perec, Villeneuve-d’Ascq, 2. Juli 1993
44. 21,99 s (1,1)  Kerron Stewart, Kingston, 29. Juni 2008
45. 21,99 s (0,5)  Brittany Brown, Nashville, 5. Juni 2022
46. 22,00 s (1,3)  Sherone Simpson, Kingston, 25. Juni 2006
47. 22,01 s (−0,5)  Anelija Nunewa, Sofia, 16. August 1987
48. 22,01 s (0,0)  Li Xuemei, Shanghai, 22. Oktober 1997
49. 22,01 s (0,6)  Muna Lee, Peking, 21. August 2008
50. 22,01 s (0,2)  Candyce McGrone, Peking, 28. August 2015
51. 22,01 s (−0,4)  Kayla White, Eugene, 9. Juli 2023

- Schweizer Rekord: Mujinga Kambundji – 22,05 am 19. Juli 2022 in Eugene
- österreichischer Rekord: Karin Mayr – 22,70 s am 7. Juli 2002 in Linz